# Annie
Annie, właśc. Anne Lilia Berge Strand (ur. 21 listopada 1977 w Trondheim) – norweska piosenkarka pop i didżejka z Bergen.

## Kariera artystyczna
Od 1993 członkini dziewczęcej grupy indierockowej Suitcase. Po ukończeniu szkoły średniej rozpoczęła działalność jako DJ, zapoznając się z lokalną sceną muzyki tanecznej. W tym okresie poznała Tore Andreasa Kroknesa, przyszłego chłopaka i zarazem współtwórcę wczesnych singli Annie.
Pierwszy singel Greatest Hit, wykorzystujący fragment przeboju Madonny Everybody wydała w 1999. Kolejny – I Will Get On – dwa lata później w 2001. W tym samym roku zmarł Tore Kroknes (w wieku 23 lat) na skutek problemów z układem krążenia.
Po okresie depresji powróciła do działalności muzycznej. W marcu 2003 roku podpisała kontrakt z brytyjską wytwórnią 679 Recordings, następnie nawiązała współpracę z producentem Richardem X (udzielając się wokalnie na Just Friends z płyty X-Factor Volume 1). Dalsza współpraca zaowocowała wydaniem we wrześniu 2004 roku singla Chewing Gum (m.in. 25. miejsce na brytyjskiej liście przebojów) oraz debiutanckiego albumu Anniemal. Została nagrodzona kilkoma nagrodami norweskiego przemysłu muzycznego.

## Dyskografia
Albumy
- 2005 Anniemal
- 2005 DJ-Kicks: Annie
- 2009 Don't stop

Single
- 1999 Greatest Hit
- 2001 I Will Get On
- 2004 Chewing Gum – #8 Norwegia, #31 Szwecja, #25 UK, #45 Europe Official Top 100, #46 Australia
- 2005 Heartbeat – #17 Finlandia, #18 Norwegia, #53 UK #77 Holandia
- 2005 Happy Without You
- 2005 Always Too Late/Helpless Fool For Love
- 2005 Wedding
- 2006 Crush
- 2008 I Know UR Girlfriend Hates Me
- 2008 Two Of Hearts
- 2009 Anthonio
- 2009 Songs Remind Me Of You (iTunes exclusive)

## Nagrody i wyróżnienia
| Rok  | Kategoria      | Tytułem  | Nagroda          | Nota | Źródło |
| ---- | -------------- | -------- | ---------------- | ---- | ------ |
| 2004 | Årets nykommer | Anniemal | Spellemannprisen | Laur | [ 2 ]  |